# Nourabad (Lorestan)
Pour les articles homonymes, voir Nourabad.
Nourabad (en persan : نورآباد / Nurâbâd) est une ville du nord de la province du Lorestan à proximité des provinces de Hamedan et de Kermanchah.

## Démographie
| 1986   | 1991   | 1996   | 2006   | 2009   | 2011   | 2016   |
| ------ | ------ | ------ | ------ | ------ | ------ | ------ |
| 29 188 | 40 000 | 49 173 | 56 404 | 59 240 | 61 142 | 65 547 |

### Composition ethnolinguistique
La majorité des habitants de Nourabad sont Kurdes. Le kurde est la langue maternelle de 80 % de la population, le persan de 20 %.  

## Site
Le site archéologique de Baba Jan est à quelques kilomètres au sud-ouest de Nourabad.